# 내일을여는역사재단
내일을여는역사재단은 한국 근․현대사 연구자의 연구 활동을 지원하고, 역사연구 성과를 일반 대중과 함께하여 대한민국 사회에 이바지하기 위하여 2006년 11월 13일 설립된 문화체육관광부 소관의 재단법인이다. 사무실은 서울특별시 용산구 청파로47다길 27 (청파동2가)에 있다.

## 주요 사업
- 한국 근대사와 현대사를 전공한 박사학위 취득자가 본래의 문제의식을 보다 발전시켜 나갈 수 있도록 연구기금을 지원
- 우리 역사연구의 성과를 일반인과 함께 나누기 위해 역사대중지와 역사서, 학술지를 발간
- 역사연구 및 학술활동 지원
- 기타 재단의 목적에 부합하는 사업